# Приштинска чаршија
Приштинска чаршија (алб. Çarshia e Prishtinës), био је главни трговачки центар Старе Приштине од 15. века, када је изграђен.  Играла је значајну улогу у физичком, економском и друштвеном развоју Приштине. Стара чаршија је уништена током 1950-их и 1960-их, пратећи слоган модернизације „Уништите старо, изградите ново“. На њеном месту изграђене су зграде Извршног већа Аутономне Покрајине Косово и Метохија, Града и Скупштине Приштине, главне Поште и социјалистичког споменика братства и јединства. Зграда главне Поште је уништена током НАТО агресије на Југославију. Од чаршијског комплекса остало је само неколико историјских грађевина, попут Чаршијске џамије и рушевина старог хамама. Од тада је Приштина изгубила део свог идентитета, а њено културно наслеђе је расуто.

## Историја
Чаршије су били јединствени трговачки комплекси развијени у градовима на Косову и Метохији и другде на Балкану, када је ово подручје потпало под Отоманско царство. Грађене су током 15., 16. и 17. века, да би свој коначни облик достигле у 19. веку.  Ови традиционални комплекси су развијени у два типа: Покривена чаршија или Безистан и Отворена чаршија. Док је први био затворен комплекс продавница, други су карактерисали узастопни низови занатских радњи, где су трговци излагали своје производе.
У 13. веку Приштина се помиње као „село“, а 1525. године као варошица, али је званично призната тек 1775.   Током 14. и 15. века постао је важан рударски и трговачки центар.  Као средњовековни трговачки центар, прве трговачке радње настале су у 16. веку. Године 1660. Евлија Челебија тврди да је Приштина имала чаршију, хамам, 11 ханова и око 300 различитих продавница.   Дућани су се налазили у Старој чаршији, која је у 18. и 19. веку била најзначајнији привредни субјект. Према Ами Боуеу, 1830. године, Стара чаршија је била централно језгро Приштине. У то време, 1840. године, Приштинска чаршија је имала око 200 занатских радњи. 
У то време Приштина је била позната и по вашарима које су организовали трговци и занатлије. Први и највећи вашар био је 1879. године на коме је било 1200-1500 људи.  Бранислав Нушић, вицеконзул Краљевине Србије, после посете Приштини 1893–96, тврдио је да је у њој најживља трговина.   Према Нушићу, Приштина је 1902. године имала 500 дућана, 12 ханова, 12 џамија, 1 Сахат кулу и нешто магацина.  Између два светска рата, Приштина је имала 240 продавница, углавном усмерених на Стару чаршију.  На прагу Другог светског рата постојало је 365 приватних занатских радњи које су се бавиле око 60 различитих заната.  После рата привреда је индустријализована, а занатство је почело да нестаје.

## Урбанистички и друштвени контекст чаршије

### Урбани контекст
Стара приштинска чаршија налазила се у самом центру Приштине, тачно на раскрсници два главна пута, што је утицало на њен физички, економски и друштвени развој. Ове саобраћајнице су биле у правацу исток-запад или Диван Јол (улица Краља Милутина), и пут север-југ (Корзо или Видовданска улица). Диван Јол је био заслужан за развој јавног простора и друштвеног живота становништва, док је улица која је била у правцу север-југ била важна за привредни развој.  Путем север-југ, колона каравана пролазила је ка осталим важним градовима Балкана, што је утицало на развој Приштине.
С друге стране, било је пожељно да се чаршија буде смештена у близини реке, тако да се Приштинска чаршија налазила отприлике између реке Велуше и Приштевке. Данас су обе ове реке покривене.  Окружена је Косовском улицом на западу, улицом Краља Милутина на северу, цара Душана на истоку и Видовданском улицом на југу.  Најгушћи део са радњама био је у зони зграде Извршног већа Аутономне Покрајине Косово и Метохија.
Базар није био плански грађен, већ се спонтано развијао дуж путева.  Главне улице су се укрштале на ромбичном тргу са округлом фонтаном у средини. Ови уски путеви су били поплочани калдрмом или макадамом и одржавани су веома чистим. Педесетих година прошлог века усвојен је закон о чишћењу улица по коме су грађани требало да чисте своје баште, продавнице и улице, а затим да скупе смеће на једном месту са којег је касније ношен фијакером. Чаршијске улице биле су састављене од паралелних низова једноспратних спојених радњи. Стамбени простори су се налазили ван чаршије, распорећена у облику кругова, према спољним деловима града.

### Архитектонски контекст
Чаршија је организована у складу са занатима који су се практиковали; па је стога сваки занат имао свој сокак.  Овај принцип је наслеђен из Источног римског царства.  Чаршијске продавнице су биле направљене од три главна материјала: ћерпича, дрвета и камена . Зидани су од ћерпића и камена. Кровна конструкција, фронтална фасада, прозори и на крају под и плафон су направљени од дрвета. И са функционалног и са архитектонског становишта, најважнији елемент локала је била њена фронтална фасада. Уличне фасаде чаршијских радњи одликовале су дугачке стрехе, велики дрвени прозори и мултифункционалне капке. Током дана, док су радње биле отворене, ове дрвене капке су коришћене као изложбени сталци.  Отварање и затварање предњих капака поред врата показивало је да ли је продавница отворена или не за купце.
Углавном, чаршијске радње су биле архитектонски осмишљене као једноспратнице, при чему је приземни простор коришћен за занатски рад, изложбени и трговачки простор. Укратко, исти простор служио је за складиштење сировина, производњу занатских производа, а потом и за њихову изложбу и продају.  Понекад су, поред приземља, имале и спрат, који је углавном био коришћен као магацин. Тек током друге половине 19. века имали су два спрата изнад.  Међу радњама су се налазиле и мале кафане које су служиле кафу, чај и повремено ракију. 
Стамбена подручја била су смештена изван Чаршије, у радијалном правцу, у традиционалним махалама Приштине. Куће су биле грађене са приземљем и првим спратом, од чврстих материјала, покривене кровним плочицама. Упркос утицајима европске архитектуре, њихова архитектура је остала аутохтона. Ове куће су имале велике баште, ограђене спољним зидовима ради заштите породице и очувања приватности.

### Друштвени контекст
Чаршија је била најважнији трговачки и занатски центар. Био је познат по својим годишњим сајмовима и артиклима од козије коже . Најзначајнији трговци били су Јевреји, који су били релативно образовани и поред свог језика говорили су и турски, српски и албански.  Приштинску чаршију посећивали су и други трговци, углавном Латини (данашњи Дубровчани), који су формирали и велику колонију. Налазећи се на таквој раскрсници, чаршија је служила као спона домаћих и страних занатлија. 
Занатске и трговачке мреже биле су организоване у цехове. Цехови су били османски модел организација корпоративне привреде.  Штитиле су економске, друштвене, политичке, војне, верске, просветне и друге занатлијске интересе. Ови цехови су имали заједнички добровољни фонд, који је коришћен за новчану подршку сиромашних и болесних занатлија, за школовање младих занатлија, за оснивање школа и подизање неких јавних објеката.  С друге стране, они су контролисали економски живот, нарочито цехови кожара и пекара, који су контролисали цене 
Приштинска чаршија је поред трговине била и главно место јавних сусрета.  Његове радње су се такође користиле за помирење у случајевима крвне освете, куповину и продају имовине, веридбене церемоније, договарање датума венчања, развијање патриотизма, као и култивисање поверења или Бесе. Близина продавница учинила је да се људи зближе једни с другима. Међу њима је било велико поштовање.  Људи су се дружили и пили чај једни са другима испред својих радњи.  Кад год би се отворила нова радња, људи су бацали новчиће на земљу, верујући да ће овај сујеверни чин донети богатство. Други знаци среће биле су потковице, рогови и главице белог лука. 

## Важне грађевинске знаменитости
- Чаршијска џамија

Чаршијска џамија је првобитно почела да се гради 1389. године након продора османских снага на Косову и Метохији, а завршена почетком 15. века, од стране султана Бајазита.  Била је то прва џамија подигнута на Косову и Метохији.  Чаршијска џамија је прошла кроз значајне промене, а првобитно је поправљао султан Абдул Хамид II 1820. и 1902. године.  Као резултат тога, њен првобитни изглед је измењен, али je минарет са каменим врхом, њен препознатљив симбол, очувана више од пола миленијума, односно 600 година.  Чаршијска џамија је такође позната као 'Таш џамија', што буквално значи 'Камена џамија'.   Један је од 21 заштићеног објекта у Приштини,  који се налази на листи од 1967. године.
- Чаршијски хамам

Претпоставља се да је чаршијски или стари хамам саграђен у 15. веку, отприлике у исто време када и Велики хамам у Приштини. Као јавно купатило за чишћење и рекреацију, било је важан део чаршије.  Стари Хамам се налазио непосредно испред Чаршијске џамије. Након уништења старе чаршије, уништен је и хамам. Његови камени темељи су пронађени приликом изградње зграде Извршног већа Аутономне Покрајине Косово и Метохија, 1959. године  Упркос томе што су уврштени у списак заштите, темељи су прекривени и даље истраживање хамама и његове локације није спроведено. 
- Хан

Ханови или каравансараји су били специфични објекти смештени у приштинској чаршији, који су нудили смештај за трговце и њихове животиње, олакшавајући трговину. Хан се састојао од два спрата. Приземље је било склониште за животиње, док је горњи спрат био намењен људима. У хановима су се служили кафа, чај и храна. У периоду од 1870. до 1880. године, Приштина је имала око 10 ханова.  Пре Другог светског рата у Видовданској улици или како су мештани улицу звали Корзо, била су 3 хана .
- Безистан

Приштина је 1830. године имала покривену чаршију познату као Безистан .  Међу становницима је био познат по турском називу "Капали Чаршија"(тур. Kapalı Çarshı). Ова структура је представљала истакнуту улицу са паралелним, узастопним продавницама, окружену зидовима и затворену великим лучним вратима са обе стране улице.  На улазу је била покривена опекама у дужини од око 15–20 метара.  Висок ниво обезбеђења омогућавао је сигурност током трговине вредним робама.  Покривени комплекс имао је близу 150-200 занатских радњи.  Унутрашњост Безистана била је атрактивна и занимљива, тако да је подсећала на базаре и чаршије многих оријенталних касаба .  Претпоставља се да се наткривена чаршија налазила у јужном делу отворене старе чаршије, између Чаршијске џамије на истоку и улице Видовданске улице на западу; данас, отприлике у близини зграде Извршног већа Аутономне Покрајине Косово и Метохија.  На његовом западном излазу, између занатских радњи, налазио се округли Шадрван  са једним извором воде и бетонским коритом.  Вода из шадрвана у доњем делу чаршије коришћена је за одржавање локала и радњи и друге потребе становништва. 
- Синагога

Синагога се налазила у југозападном делу чаршије, близу краја Безистана.  Користили су је Јевреји за своје суботње ритуале. Јевреји који су живели у Приштини били су власници многих радњи, а њихове куће биле су поређане дуж улице Диван-Јол. 
- Чаршијска текија

Чаршијска текија налазила се близу западног излаза из Покривене чаршије.  Такође је уништена.

## Продавнице и занати
Радње у чаршији биле су украшене и испуњене робом. У њима су се налазиле радње за израду опанака, седла, кожаре, занатлије који су правили фесове и слично.  Међу занатима били су они од прераде коже до њеног бојења, израде појасева и ткања свиле, као и војни занати попут оружара, ковача и израђивача седала. Године 1485. занатлије су почеле производити барут.  У чаршији је било и много кафана и чајџиница, посластичарница и пекара. Поред тога, постојале су радње у којима се служила оријентална храна, као што су ћевабџинице, месаре, апотеке, библиотеке, бербернице и часовничарске радње. 
У Приштинској чаршији било је око 50 различитих заната.  Њих су изводили даровите занатлије као што су сребрари, златари, казанџији, лимари, ковачи, оружари, бачвари, ножари, грнчари, поткивачи, седлари, обућари, кројачи, јорганџије и кожари.   Посебно је Приштина била позната као центар казанџијског и грнчарског заната, који су се касније проширили и на друге градове Косова и Метохије, као што су Призрен, Ђаковица, Пећ и Гњилане. Казани од бакра израђивани су за домаће и култне сврхе. Прављени су од бакра и месинга техником ковања, ливења и савата. С друге стране, грнчарски производи, као што су посуде за пшеницу и воду (ћупови и бокали), коришћени су за чување хране и течности. Декорације које су се користиле у овим занатима укључивале су таласасте цик-цак линије, кругове и полукругове.
Седларство се такође развијало у Приштини, поред Ђаковице, Призрена, Гњилана и Пећи. Међу занатима су били: коњска и воловска опрема, као што су узде, улари, копче, овратник, подлошка за седло, јарам, седла, узенгије и кираса. Ова опрема била је украшена перлама, привесцима, чуперцима и огледалима. 
Приштина је такође била позната по кројачком занату и обради свиле. Кројачи су углавном израђивали народне ношње за припаднике имућнијег слоја, како мушкарце тако и жене. Међу тим предметима били су прслуци, капути и огртачи. Одећа је често била богато украшена, наглашавајући статус и префињеност оних који су је носили. 
Занатлије из Приштине су такође израђивале папуче. Папуче су прављене од мекане коже (сахтијан), украшене златно-везеним концима на горњем делу. Поред папуча, израђивана је и обућа као што су кожне ципеле или опанци, као и дрвене кломпе украшене инкрустацијама од сребра или бисера. 
Занати који су се сматрали туристичким атракцијама са фолклорним елементима били су подржани кроз одговарајуће радње и ниже порезе.  Такође, појавили су се и нови занати као што су радио-техничари, електро-техничари, хидро-инсталатери, ауто-механичари и слично. Данас већина старих заната више не постоји или су трансформисани у нове делатности. Међу занатима који су нестали или се значајно променили налазе се кожари, седлари, кројачи, обрађивачи свиле, произвођачи ћилима од козје вуне и везиље грнчари. С друге стране, мада у малом броју, неке старе занатске радње које још увек постоје су ковачнице и радње оштриљара.

## Уништење чаршије

### Рано уништење
Чаршија и неки други делови Приштине били су уништени у два велика пожара 1859. и 1863. године, управо у време када је Приштина доживљавала свој врхунац развоја.  
Након ослобођења Косова и Метохије у Првом Балканском рату од стране Краљевине Србије, део албанског и турског становништва је напустио Приштину, а тиме је у Приштини смањен и број занатлија.

### Уништите старо и изградите ново
Врхунац комунистичке политике био је током 1950-их година, када је урбани развој спровођен под мотом „Уништи старо, изгради ново“.   Приштина је имала источњачке карактеристике све до краја Другог светског рата. Након тог периода, дошло је до уништавања ових обележја и старих делова града.  Османска чаршија и велики делови историјског центра (укључујући џамије, цркве и куће) били су уништени. 
Значајан део старе Приштине је уништен како би касније био замењен новијом архитектуром. Стари објекти су замењени новим, а улице су проширене и поплочане калдрмом. Неколико преосталих старих зграда, које потичу из османског периода, остало је без институционалне бриге.
„До краја Другог светског рата, Приштина је била типичан оријентални град. Након ослобођења, Приштина је доживела брз развој, постајући модеран град. Продавнице и нестабилне старе структуре почеле су да нестају, уступајући место изградњи високих зграда модерног стила.”
Такозване „нестабилне старе структуре”, које су чиниле једну од највећих чаршија у региону, срушене су након рата. Од 1945. године, прича о Приштини је сива, трагична прича о њеном уништењу и многим несрећама. Током комунистичке ере, уништавање прошлости било је последица нелибералне политике. 
Након Другог светског рата, Југославијом су управљале комунистичке власти које су спроводиле различите модернизацијске иницијативе усмерене на промену архитектонског пејзажа и дизајна урбаних насеља. Ове мере су имале за циљ да измене панораму насеља које се сматрало да поседује елементе непожељне османске прошлости и обележја окарактерисаних као „заосталим“. Почевши од касних 1940-их година, архитектонско наслеђе у главним урбаним центрима Косова почело је да се уништава, углавном у организацији локалних власти као део планова за урбану модернизацију.  Током 1950-их година, овај процес је спроводио Урбанистички завод Југославије, при чему је најистакнутији пример социјалистичке модернизације на Косову и Метохији био у Приштини. Постављена у 15. веку, приштинска чаршија је обухватала око две стотине радњи распоређених око џамије. Те радње су припадале и њима су управљали чланови албанске заједнице у Приштини. Радње су биле организоване у блокове, од којих је сваки био посвећен одређеном занату или еснафу. Насупрот чаршији налазиле су се бројне јавне зграде, као што су џамије, хан и хамам, а око тих зграда били су распоређени стамбени квартови града, махале. Као и други јавни радови у то време у Југославији, уништење приштинске чаршије организовано је од стране радних бригада познатих као Народни фронтови (алб. Fronti populluer).
После Другог светског рата 1953. године, Приштини је одобрен први урбанистички план, који је израдио архитекта Партонић. Грађани, жељни модерног града, добровољно су учествовали у стварању новог урбаног поретка. Ово је био почетак уништавања чаршије, где је много занатских радњи било срушено како би се ослободио простор за нову зграду општинске скупштине и зграде Извршног већа Аутономне Покрајине Косово и Метохија. У то време, неки руске архитекте инсистирали су на очувању архитектуре чаршије. Ипак, систем је одлучио да уништи све. 
Године 1954. одобрен је главни план Завода за заштиту и проучавање споменика културе. Главни елемент овог плана било је постављање комплекса нових зграда општинских и покрајинских власти у центру, на месту где се налазила османска чаршија у Приштини. У другој половини 1950-их, неке од нових зграда предвиђених главним планом Приштине биле су изграђене, као што су: зграда покрајинске скупштине, градска кућа и нова главна улица са модернистичким зградама мешовите намене. Све ове зграде налазиле су се на месту срушене чаршије или поред других осуђених османских архитектонских објеката. Уништавање османске архитектуре означило је почетак модернизације.
Најрадикалније трансформације у Приштинској чаршији догодиле су се од 1960. до 1970. године.  У овом периоду, мале радње, улице, верски и други јавни објекти су срушени ради нових грађевинских пројеката. Тако је Приштина изгубила важан елемент свог историјског и културног наслеђа. С друге стране, уништавање радњи имало је велики утицај на живот занатлија. Неки од њих никада нису обновили своје послове или су се преселили у иностранство. 
Приштина је претворена у административни град, од града башти и занатлија. У области чаршије изграђене су нове административне зграде. Године 1965. одржана је јавна дебата међу локалним стручњацима из области архитектуре и других релевантних области, градским званичницима и грађанима, који су критиковали овај урбани план, који архитекта није могао да оправда. Од тада су локални стручњаци направили корекције и наставили са даљим урбаним развојем Приштине. Године 1966. асфалтирано је неколико путева и изграђени су нови социјалистички стамбени блокови.

## Данашња чаршијска област
| Bazaar area in 1960 and 2007 | Bazaar area in 1960 and 2007 |

## Галерија
- Уске улице у старој чаршији
- Трговачка улица у Приштини
- Трговачка улица у Приштини
- Architecture of the shops
- Архитектура радњи
- Стара чаршија у Приштини
- Куповина у старој чаршији
- Излог робе
- Трг у чаршији
- Рушење чаршије
- Рушење чаршије
- Изградња споменика Братству и јединству
- Рушење чаршијских радњи
- Изградња зграде Извршног већа Аутономне Покрајине Косово и Метохија.
- Изградња зграде Извршног већа Аутономне Покрајине Косово и Метохија.
- Улаз у чаршију из правца Диван Јола